# フジスタッフ
株式会社フジスタッフ（英称：Fuji Staff, Inc.）は、かつて存在した人材派遣会社。

## 概要
東京都中央区と栃木県宇都宮市に本社（登記上の本店は、東京都中央区）を置いていた人材派遣・業務請負業者。フジスタッフホールディングスの完全子会社であり、フジスタッフグループの中核事業会社であった。
直接の前身会社は、パソナ系列の中高年就業支援を手掛ける企業で、吸収合併した企業の社名を使う形でフジスタッフとなっていた。
2011年7月、ランスタッド株式会社へ社名変更した。

## 沿革
- 1980年8月 株式会社エルダーマネジメントセンターとして東京都中央区日本橋室町に設立
- 1984年9月 株式会社エルダーマネジメントセンターが株式会社テンポラリーエルダーに改称。同時に本社を千代田区内幸町に移転
- 1985年2月 富士総合サービス株式会社設立[1]。
- 1986年7月 テンポラリーエルダーが一般労働者派遣事業許可を取得し、労働者派遣事業を開始。
- 1987年11月 株式会社オーエーメイト設立（1993年6月 株式会社パソナオーエーに改称）
- 1987年12月 株式会社パソナジャパン設立（1993年6月 株式会社パソナパーソネルに改称）
- 1993年6月 株式会社テンポラリーエルダーが株式会社パソナエルダーに改称
- 1994年2月 パソナエルダーの本社を港区六本木に移転
- 1994年12月 株式会社パソナオーエーと株式会社パソナパーソネルが、ソフトバンク株式会社の資本参加を受ける
- 1995年2月 株式会社パソナパーソネルが株式会社パソナオーエーを吸収合併し、株式会社パソナソフトバンク（旧パソナソフトバンク）に改称
- 1996年4月 株式会社パソナエルダーが旧パソナソフトバンクを吸収合併し、株式会社パソナソフトバンク（新パソナソフトバンク）に改称。同時に本社を東京都渋谷区代々木に移転
- 1998年6月 パソナソフトバンクが有料職業紹介事業を開始
- 1999年6月 パソナソフトバンクが株式を店頭公開（店頭公開制廃止に伴い、2004年12月13日に、ジャスダックへ上場換え）
- 2000年12月 富士総合サービス株式会社が(旧)株式会社フジスタッフに改称
- 2001年5月 パソナソフトバンクが(旧)フジスタッフグループと戦略的業務提携
- 2001年8月 株式会社パソナソフトバンクが株式会社プロフェシオに改称
- 2002年10月 株式会社プロフェシオが(旧)株式会社フジスタッフと合併し株式会社フジプロフェシオに改称
- 2003年5月 本部機構を、東京都千代田区丸の内に移転
- 2003年8月 株式会社フジプロフェシオが株式会社フジスタッフに改称。同時に登記上の本店も東京都千代田区丸の内に変更
- 2007年4月 持株会社フジスタッフホールディングスが設立され、株式会社アイラインと共に完全子会社となる
- 2009年12月1日 本社を千代田区丸の内のパシフィックセンチュリープレイス丸の内19Fより、中央区日本橋の日本橋フロント4Fへ移転。
- 2011年7月1日 アイライン・ランスタッド日本法人を吸収合併し、ランスタッド株式会社（存続会社はフジスタッフ）に改称。本社を、千代田区紀尾井町のランスタッド旧日本法人本社所在地に移転。資本金については、合併と同時に3社の合算額より1億円へ減資を実施した。

## 主要取引先
- データネットワークセンター（現スカパー・カスタマーリレーションズ）
- キヤノン